# Gran Premio motociclistico di Gran Bretagna 2021
Il Gran Premio motociclistico di Gran Bretagna 2021 è stato la dodicesima prova su diciotto del motomondiale 2021, disputato il 29 agosto sul circuito di Silverstone. Le vittorie nelle tre classi sono andate rispettivamente a: Fabio Quartararo in MotoGP, Remy Gardner in Moto2 e Romano Fenati in Moto3.

## MotoGP
Jake Dixon prende il posto dell'infortunato Franco Morbidelli al team Petronas, mentre Cal Crutchlow, collaudatore della casa di Iwata, ha preso, per questo Gran Premio, il posto di Maverick Viñales nel team ufficiale Yamaha, dopo il licenziamento del pilota spagnolo. Lorenzo Savadori, dopo aver disputato la prima sessione di prove libere, non prende parte al resto dell'evento per via degli strascichi dell'infortunio occorsogli durante il Gran Premio di Stiria.
Aleix Espargaró, grazie al terzo posto ottenuto in questa gara, porta all'Aprilia il primo podio nella classe MotoGP. La casa italiana torna sul podio in una gara della classe regina, a distanza di 21 anni da quando Jeremy McWilliams salì sul gradino più basso del podio nel Gran Premio di Gran Bretagna nel 2000, quando ancora vigeva la classe 500.

### Arrivati al traguardo
| Pos. | Nº | Pilota            | Squadra                     | Motocicletta       | Giri | Tempo     | Griglia | Punti |
| ---- | -- | ----------------- | --------------------------- | ------------------ | ---- | --------- | ------- | ----- |
| 1º   | 20 | Fabio Quartararo  | Monster Energy Yamaha       | Yamaha YZR-M1      | 20   | 40'20.579 | 3º      | 25    |
| 2º   | 42 | Álex Rins         | Suzuki Ecstar               | Suzuki GSX-RR      | 20   | +2.663    | 10º     | 20    |
| 3º   | 41 | Aleix Espargaró   | Aprilia Racing Team Gresini | Aprilia RS-GP      | 20   | +4.105    | 6º      | 16    |
| 4º   | 43 | Jack Miller       | Ducati Lenovo               | Ducati Desmosedici | 20   | +4.254    | 7º      | 13    |
| 5º   | 44 | Pol Espargaró     | Repsol Honda                | Honda RC213V       | 20   | +8.462    | 1º      | 11    |
| 6º   | 33 | Brad Binder       | Red Bull KTM Factory Racing | KTM RC16           | 20   | +12.189   | 12º     | 10    |
| 7º   | 27 | Iker Lecuona      | Tech 3 KTM Factory Racing   | KTM RC16           | 20   | +13.560   | 18º     | 9     |
| 8º   | 73 | Álex Márquez      | LCR Honda Castrol           | Honda RC213V       | 20   | +14.044   | 17º     | 8     |
| 9º   | 36 | Joan Mir          | Suzuki Ecstar               | Suzuki GSX-RR      | 20   | +16.226   | 11º     | 7     |
| 10º  | 9  | Danilo Petrucci   | Tech 3 KTM Factory Racing   | KTM RC16           | 20   | +16.287   | 16º     | 6     |
| 11º  | 5  | Johann Zarco      | Pramac Racing               | Ducati Desmosedici | 20   | +16.339   | 9º      | 5     |
| 12º  | 23 | Enea Bastianini   | Avintia Esponsorama         | Ducati Desmosedici | 20   | +17.696   | 13º     | 4     |
| 13º  | 30 | Takaaki Nakagami  | LCR Honda Idemitsu          | Honda RC213V       | 20   | +18.285   | 15º     | 3     |
| 14º  | 63 | Francesco Bagnaia | Ducati Lenovo               | Ducati Desmosedici | 20   | +20.913   | 2º      | 2     |
| 15º  | 10 | Luca Marini       | SKY VR46 Avintia            | Ducati Desmosedici | 20   | +21.018   | 14º     | 1     |
| 16º  | 88 | Miguel Oliveira   | Red Bull KTM Factory Racing | KTM RC16           | 20   | +22.022   | 20º     |       |
| 17º  | 35 | Cal Crutchlow     | Monster Energy Yamaha       | Yamaha YZR-M1      | 20   | +23.232   | 19º     |       |
| 18º  | 46 | Valentino Rossi   | Petronas Yamaha SRT         | Yamaha YZR-M1      | 20   | +29.758   | 8º      |       |
| 19º  | 96 | Jake Dixon        | Petronas Yamaha SRT         | Yamaha YZR-M1      | 20   | +50.845   | 21º     |       |

### Ritirati
| Nº | Pilota       | Squadra       | Motocicletta       | Giri | Griglia |
| -- | ------------ | ------------- | ------------------ | ---- | ------- |
| 89 | Jorge Martín | Pramac Racing | Ducati Desmosedici | 1    | 4º      |
| 93 | Marc Márquez | Repsol Honda  | Honda RC213V       | 0    | 5º      |

## Moto2
Adam Norrodin sostituisce Jake Dixon al team Petronas, mentre Fermín Aldeguer sostituisce Yari Montella nel team Speed Up.

### Arrivati al traguardo
| Pos. | Nº | Pilota                | Squadra                  | Motocicletta | Giri | Tempo     | Griglia | Punti |
| ---- | -- | --------------------- | ------------------------ | ------------ | ---- | --------- | ------- | ----- |
| 1º   | 87 | Remy Gardner          | Red Bull KTM Ajo         | Kalex        | 18   | 37'31.642 | 4º      | 25    |
| 2º   | 72 | Marco Bezzecchi       | SKY Racing Team VR46     | Kalex        | 18   | +0.481    | 1º      | 20    |
| 3º   | 9  | Jorge Navarro         | Lightech Speed Up        | Boscoscuro   | 18   | +1.930    | 2º      | 16    |
| 4º   | 22 | Sam Lowes             | Elf Marc VDS Racing      | Kalex        | 18   | +2.284    | 3º      | 13    |
| 5º   | 21 | Fabio Di Giannantonio | Federal Oil Gresini      | Kalex        | 18   | +6.952    | 6º      | 11    |
| 6º   | 37 | Augusto Fernández     | Elf Marc VDS Racing      | Kalex        | 18   | +7.059    | 7º      | 10    |
| 7º   | 44 | Arón Canet            | Kipin Energy Aspar       | Boscoscuro   | 18   | +10.706   | 8º      | 9     |
| 8º   | 97 | Xavi Vierge           | Petronas Sprinta Racing  | Kalex        | 18   | +12.842   | 9º      | 8     |
| 9º   | 79 | Ai Ogura              | Idemitsu Honda Team Asia | Kalex        | 18   | +12.877   | 14º     | 7     |
| 10º  | 16 | Joe Roberts           | Italtrans Racing         | Kalex        | 18   | +14.344   | 10º     | 6     |
| 11º  | 12 | Thomas Lüthi          | Pertamina Mandalika SAG  | Kalex        | 18   | +20.112   | 17º     | 5     |
| 12º  | 13 | Celestino Vietti      | SKY Racing Team VR46     | Kalex        | 18   | +22.371   | 23º     | 4     |
| 13º  | 23 | Marcel Schrötter      | Liqui Moly Intact GP     | Kalex        | 18   | +22.525   | 15º     | 3     |
| 14º  | 11 | Nicolò Bulega         | Federal Oil Gresini      | Kalex        | 18   | +23.672   | 11º     | 2     |
| 15º  | 64 | Bo Bendsneyder        | Pertamina Mandalika SAG  | Kalex        | 18   | +24.116   | 13º     | 1     |
| 16º  | 54 | Fermín Aldeguer       | Lightech Speed Up        | Boscoscuro   | 18   | +26.847   | 16º     |       |
| 17º  | 35 | Somkiat Chantra       | Idemitsu Honda Team Asia | Kalex        | 18   | +26.996   | 18º     |       |
| 18º  | 14 | Tony Arbolino         | Liqui Moly Intact GP     | Kalex        | 18   | +27.206   | 22º     |       |
| 19º  | 75 | Albert Arenas         | Kipin Energy Aspar       | Boscoscuro   | 18   | +27.414   | 21º     |       |
| 20º  | 42 | Marcos Ramírez        | American Racing          | Kalex        | 18   | +32.368   | 27º     |       |
| 21º  | 55 | Hafizh Syahrin        | NTS RW Racing GP         | NTS          | 18   | +38.614   | 26º     |       |
| 22º  | 24 | Simone Corsi          | MV Agusta Forward Racing | MV Agusta F2 | 18   | +39.074   | 24º     |       |
| 23º  | 70 | Barry Baltus          | NTS RW Racing GP         | NTS          | 18   | +39.117   | 28º     |       |

### Ritirati
| Nº | Pilota              | Squadra                  | Motocicletta | Giri | Griglia |
| -- | ------------------- | ------------------------ | ------------ | ---- | ------- |
| 25 | Raúl Fernández      | Red Bull KTM Ajo         | Kalex        | 14   | 5º      |
| 6  | Cameron Beaubier    | American Racing          | Kalex        | 13   | 19º     |
| 77 | Adam Norrodin       | Petronas Sprinta Racing  | Kalex        | 12   | 29º     |
| 62 | Stefano Manzi       | Flexbox HP40             | Kalex        | 9    | 12º     |
| 40 | Héctor Garzó        | Flexbox HP40             | Kalex        | 5    | 20º     |
| 7  | Lorenzo Baldassarri | MV Agusta Forward Racing | MV Agusta F2 | 3    | 25º     |

## Moto3

### Arrivati al traguardo
| Pos. | Nº | Pilota            | Squadra                     | Motocicletta  | Giri | Tempo     | Griglia | Punti |
| ---- | -- | ----------------- | --------------------------- | ------------- | ---- | --------- | ------- | ----- |
| 1º   | 55 | Romano Fenati     | Sterilgarda Max Racing Team | Husqvarna     | 17   | 37'26.974 | 1º      | 25    |
| 2º   | 23 | Niccolò Antonelli | Avintia VR46 Academy        | KTM RC 250 GP | 17   | +1.679    | 5º      | 20    |
| 3º   | 7  | Dennis Foggia     | Leopard Racing              | Honda NSF250R | 17   | +2.107    | 8º      | 16    |
| 4º   | 28 | Izan Guevara      | Valresa GasGas Aspar        | Gas Gas       | 17   | +2.154    | 11º     | 13    |
| 5º   | 24 | Tatsuki Suzuki    | SIC58 Squadra Corse         | Honda NSF250R | 17   | +7.475    | 13º     | 11    |
| 6º   | 5  | Jaume Masiá       | Red Bull KTM Ajo            | KTM RC 250 GP | 17   | +7.541    | 10º     | 10    |
| 7º   | 40 | Darryn Binder     | Petronas Sprinta Racing     | Honda NSF250R | 17   | +7.559    | 16º     | 9     |
| 8º   | 53 | Deniz Öncü        | Red Bull KTM Tech 3         | KTM RC 250 GP | 17   | +14.523   | 9º      | 8     |
| 9º   | 54 | Riccardo Rossi    | BOE Owlride                 | KTM RC 250 GP | 17   | +14.541   | 3º      | 7     |
| 10º  | 99 | Carlos Tatay      | Avintia Esponsorama         | KTM RC 250 GP | 17   | +20.503   | 14º     | 6     |
| 11º  | 37 | Pedro Acosta      | Red Bull KTM Ajo            | KTM RC 250 GP | 17   | +21.898   | 22º     | 5     |
| 12º  | 17 | John McPhee       | Petronas Sprinta Racing     | Honda NSF250R | 17   | +21.859   | 15º     | 4     |
| 13º  | 71 | Ayumu Sasaki      | Red Bull KTM Tech 3         | KTM RC 250 GP | 17   | +22.028   | 17º     | 3     |
| 14º  | 12 | Filip Salač       | CarXpert PrüstelGP          | KTM RC 250 GP | 17   | +22.107   | 6º      | 2     |
| 15º  | 2  | Gabriel Rodrigo   | Indonesian Racing Gresini   | Honda NSF250R | 17   | +22.157   | 2º      | 1     |
| 16º  | 11 | Sergio García     | Valresa GasGas Aspar        | Gas Gas       | 17   | +22.444   | 24º     |       |
| 17º  | 82 | Stefano Nepa      | BOE Owlride                 | KTM RC 250 GP | 17   | +22.331   | 12º     |       |
| 18º  | 43 | Xavier Artigas    | Leopard Racing              | Honda NSF250R | 17   | +22.580   | 25º     |       |
| 19º  | 31 | Adrián Fernández  | Sterilgarda Max Racing Team | Husqvarna     | 17   | +25.215   | 19º     |       |
| 20º  | 67 | Alberto Surra     | Rivacold Snipers            | Honda NSF250R | 17   | +27.518   | 21º     |       |
| 21º  | 52 | Jeremy Alcoba     | Indonesian Racing Gresini   | Honda NSF250R | 17   | +32.821   | 7º      |       |
| 22º  | 20 | Lorenzo Fellon    | SIC58 Squadra Corse         | Honda NSF250R | 17   | +33.015   | 18º     |       |
| 23º  | 6  | Ryusei Yamanaka   | CarXpert PrüstelGP          | KTM RC 250 GP | 17   | +33.310   | 20º     |       |
| 24º  | 92 | Yuki Kunii        | Honda Team Asia             | Honda NSF250R | 17   | +52.820   | 23º     |       |
| 25º  | 73 | Maximilian Kofler | CIP Green Power             | KTM RC 250 GP | 17   | +52.858   | 27º     |       |

### Ritirati
| Nº | Pilota       | Squadra          | Motocicletta  | Giri | Griglia |
| -- | ------------ | ---------------- | ------------- | ---- | ------- |
| 16 | Andrea Migno | Rivacold Snipers | Honda NSF250R | 5    | 4º      |
| 27 | Kaito Toba   | CIP Green Power  | KTM RC 250 GP | 3    | 26º     |